# 경찰유도 자살
경찰유도 자살(警察誘導自殺, suicide by cop)은 의도적으로 위협적인 행동을 보여 치안이나 집행관에게 치명적인 공격을 유도하는 자살 방법을 가리킨다.

## 인식 및 연구
이 현상에 대한 보도는 언론에서 최소한 1981년부터, 과학연구서적에선 1985년부터 보도됐다. '경찰유도 자살'이라는 단어는 최소한 1987년부터 사용됐다.
영국의 법 역사에서 '경찰유도 자살'로 분류된 최초로 분류된 건 2003년 5월 9일 검시관 윌리엄 돌먼이 내린 진단에서 비롯됐다.

## 사례
- 1990년 11월 13일 뉴질랜드에서 발발한 연속살인 사건 아라모아나 학살에서 경찰관이 "죽여라 (Kill me)"라며 총기를 발사하며 집에서 걸어나오는 범인을 총살했다.[4]
- 2005년 5월 5일, 은행강도 페기 조 탈라스가 장난감 총을 들고 사격전을 시작했다.[5]
- 2008년 12월 11일, 15세 타일러 캐시디가 호주 빅토리아 경찰 3인에게 칼을 들고 자신을 쏘라며 협박하다 총살됐다.[6]

## 같이 보기
- 반자이 돌격
- 자살예방

## 참고 문헌
- Lindsay, M.; Lester, D. (2004). 《Suicide by Cop: Committing Suicide by Provoking Police to Shoot You》. Amityville, NY: Baywood. ISBN 0-89503-290-2.
- Mohandie, K.; Meloy, J. R.; Collins, P. I. (2009). “Suicide by Cop Among Officer-Involved Shooting Cases”. 《Journal of Forensic Sciences》 54 (2): 456–462. doi:10.1111/j.1556-4029.2008.00981.x. PMID 19220654. S2CID 13881748.